# Lomaceanka, Kovel
Lomaceanka (în ucraineană Ломачанка) este un sat în comuna Krîcevîci din raionul Kovel, regiunea Volînia, Ucraina.

## Demografie
Componența lingvistică a localității Lomaceanka
     Ucraineană (100%)
Conform recensământului din 2001, toată populația localității Lomaceanka era vorbitoare de ucraineană (100%).